# Uromyces ehrhartae
Uromyces ehrhartae ist eine Ständerpilzart aus der Ordnung der Rostpilze (Pucciniales). Der Pilz ist ein Endoparasit der Süßgräser Microlaena stipoides und Tetrarrhena acuminata. Symptome des Befalls durch die Art sind Rostflecken und Pusteln auf den Blattoberflächen der Wirtspflanzen. Sie kommt in der australischen Region vor.

## Merkmale

### Makroskopische Merkmale
Uromyces ehrhartae ist mit bloßem Auge nur anhand der auf der Oberfläche des Wirtes hervortretenden Sporenlager zu erkennen. Sie wachsen in Nestern, die als gelbliche bis braune Flecken und Pusteln auf den Blattoberflächen erscheinen.

### Mikroskopische Merkmale
Das Myzel von Uromyces ehrhartae wächst wie bei allen Uromyces-Arten interzellulär und bildet Saugfäden, die in das Speichergewebe des Wirtes wachsen. Die gelbbraunen Uredien des Pilzes wachsen beidseitig auf den Wirtsblättern. Ihre hell zimtbraunen bis gelblichen Uredosporen sind 23–27 × 18–22 µm groß, zumeist breitellipsoid bis ellipsoid und stachelwarzig. Die zumeist blattoberseitig wachsenden Telien der Art sind schwarzbraun, kompakt und früh unbedeckt. Die goldenen bis kastanienbraunen Teliosporen sind einzellig, in der Regel eiförmig bis ellipsoid und 20–27 × 13–16 µm groß. Ihre Stiele sind farblos bis gelblich und bis zu 40 µm lang.

## Verbreitung
Das bekannte Verbreitungsgebiet von Uromyces ehrhartae umfasst Neuseeland und Australien.

## Ökologie
Die Wirtspflanzen von Uromyces ehrhartae sind Microlaena stipoides und Tetrarrhena acuminata. Der Pilz ernährt sich von den im Speichergewebe der Pflanzen vorhandenen Nährstoffen, seine Sporenlager brechen später durch die Blattoberfläche und setzen Sporen frei. Die Art durchläuft einen Entwicklungszyklus, von dem bisher nur Telien und Uredien sowie deren Wirt bekannt sind; Spermogonien und Aecien sind bislang unbekannt.